# Côte de Wanne
Pour les articles homonymes, voir Wanne (homonymie).
La côte de Wanne est une côte de 2 200 m d'une moyenne de 7,6 % qui se situe à Wanne, section de la commune de Trois-Ponts dans la Province de Liège en Belgique. Elle est présente sur le parcours de la course cycliste Liège-Bastogne-Liège.

## Caractéristiques
- Départ : 329 m[1]
- Altitude : 498 m
- Dénivellation : 169 m
- Longueur : 2,2 km
- Pente moyenne : 7,2 %
- Pente maximale : 13 %